# Сипуха андаманська
Сипуха андаманська (Tyto deroepstorffi) — вид совоподібних птахів родини сипухових (Tytonidae). Традиційно розглядався як підвид сипухи звичайної (Tyto alba), проте генетичні та морфологічні відмінності дозволяють виокремити цей вид.

## Назва
Вид названо на честь данського натураліста Фредеріка Адольфа де Ропсторфа, управителя Нікобарських островів, який здобув типовий зразок птаха для дослідження.

## Поширення
Ендемік Андаманських островів. Поширений на півдні архіпелагу.

## Опис
Тіло завдовжки 33-36 см, довжина крила 26 см, вага тіла — 250—264 г. Спина, голова та крила темно-червонувато-коричневі зі світлими плямами. Лицьовий диск блідо-червонувато-коричневий з вохристим краєм. Дзьоб кремово-білий. Груди золотисто-коричневі з чорнуватими плямами, черево біле. Ноги оперені, сірувато-рожеві, а кігті пурпурно-сірі.